# Beckedorf
Die Gemeinde Beckedorf ['beːkə-] liegt im Landkreis Schaumburg und gehört als Mitgliedsgemeinde zur niedersächsischen Samtgemeinde Lindhorst.

## Geografie

### Lage
Beckedorf liegt am Nordrand des Bückebergs, direkt an der Bundesstraße 65 zwischen Stadthagen und Bad Nenndorf im Landkreis Schaumburg in Niedersachsen. Im Norden wird die Gemarkung von der Bundesbahnstrecke Hannover-Ruhrgebiet tangiert.

### Gliederung
Zum Gemeindegebiet gehören neben dem Schacht Beckedorf (mit der abweichenden Postleitzahl 31698), der als Wohnplatz und Firmengelände genutzt wird, auch drei Häuser des bei Kobbensen gelegenen Eichenbruchs.

### Nachbargemeinden
Nachbargemeinden sind im Nordosten beginnend die Städte Bad Nenndorf und Rodenberg, die Gemeinde Apelern, die Stadt Stadthagen sowie die Gemeinden Heuerßen und Lindhorst.

### Geologie
Der Ort befindet sich direkt an der Grenze zwischen den zur naturräumlichen Großregion des niedersächsisch-hessischen Berglandes gehörenden Bückebergen und dem zur naturräumlichen Großregion der niedersächsischen Börden gehörenden Bückebergvorlandes auf dem Stadthagener Lösshang, der bereits zum norddeutschen Tiefland gehört. Die Böden in der Gemeinde Beckedorf sind als Lössböden durch eine außerordentliche Bodengüte gekennzeichnet, in der hohe Erträge erzielt werden.

## Geschichte

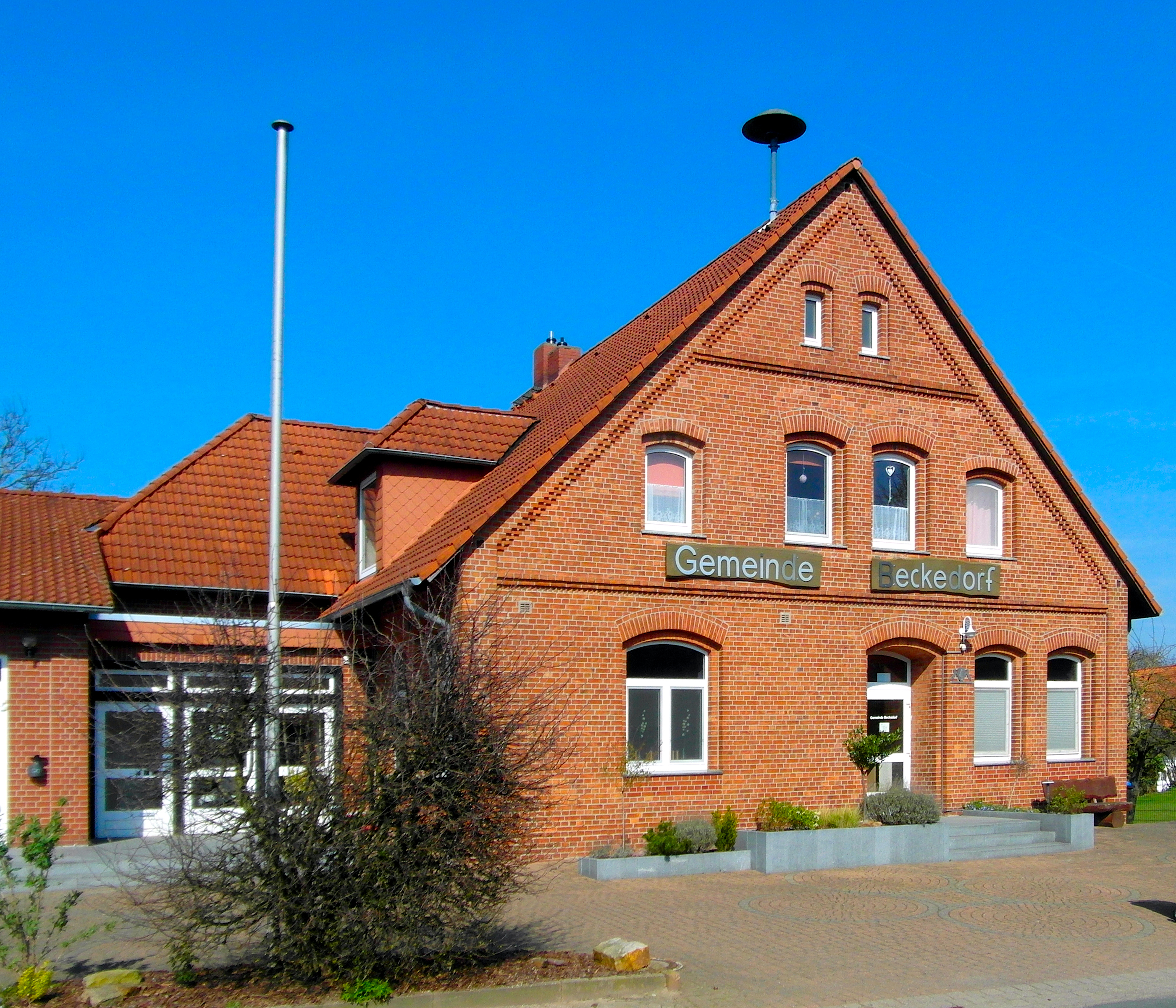
Dorfgemeinschaftshaus

Spuren einer ersten Besiedlung des Gebietes finden sich im Dühlwald nördlich des Bückebergs vor mehreren Jahrtausenden. Der fruchtbare Boden und die Lage am alten Hellweg führten bereits im 6. Jahrhundert zur Gründung der Siedlung Beckedorf, dem „Dorf an der Beeke“.
In seiner Entstehungsgeschichte ist Beckedorf eng mit dem Nachbarort Lindhorst verbunden. Beckedorf gehörte nach der Teilung der Grafschaft Schaumburg 1647 bis 1949 zum hessischen Teil Schaumburgs. Am 1. März 1974 erfolgte der Zusammenschluss mit Heuerßen, Lindhorst und Lüdersfeld zur Samtgemeinde Lindhorst, so dass die über 330 Jahre andauernde Trennung zwischen Lindhorst und Beckedorf ein Ende fand. Gleichzeitig erfolgte die Umgemeindung in den Landkreis Schaumburg-Lippe. Seit dem 1. August 1977 gehört die Gemeinde zum neugebildeten Landkreis Schaumburg.
Von der ertragreichen Landwirtschaft geprägt entwickelte sich der Ort bis 1890 mit 120 Hausstellen zur drittgrößten Landgemeinde des damaligen Kreises Grafschaft Schaumburg. Nach dem Zweiten Weltkrieg kam es zu einem Bevölkerungszuwachs durch Heimatvertriebene, wobei vor allem Flüchtlinge von Schlesien und Ostpreußen nach Beckedorf kamen. Die Schlesienstraße ist noch ein Überbleibsel dieser Zeit.
Während eines schweren Gewitters suchte am 15. Juni 1839 ein Tornado die Ortslage Beckedorf heim. Dabei wurden im östlichen Dorfteil zwei Bauernhöfe und ein Wohnhaus vollständig zerstört.

### Bergbau
Um einerseits der ortsansässigen Bevölkerung in Rodenberg und Sachsenhagen Arbeitsplätze anzubieten, andererseits aber auch den im Rahmen der Industrialisierung steigenden Bedarf an Steinkohle in der Region Genüge zu tun, wurden ab 1865 umfangreiche geologische Untersuchungen im Gebiet zwischen den Bückebergen im Süden und Bergkirchen nördlich des heutigen Mittellandkanals durchgeführt.
Diese Untersuchungen führten im Jahre 1874 zum Auffahren eines Stollens, der parallel der heutigen Beckedorfer Hauptstraße etwa vom Standort der heutigen Sparkasse aus nach Süden in ein Abbaufeld oberhalb Beckedorfs führte. Weitere Abbaustollen wurden in den Folgejahren nördlich der heutigen Bundesstraße 65 aufgefahren.
Im Jahre 1911 begann die Errichtung der Steinkohlenzeche Beckedorfer Schacht, die im Jahre 1924 im Tiefbau die Kohlenförderung aufnahm. Nach dem Zweiten Weltkrieg erfolgte ein Durchschlag zum 8 Kilometer entfernten Georgschacht in Stadthagen (1946) sowie zur vier Kilometer nordwestlich von Beckedorf gelegenen Zeche in Lüdersfeld (1956), die im Gegensatz zur Zeche in Beckedorf über einen Gleisanschluss verfügten. Die im Beckedorfer Feld gewonnene Kohle wurde ab diesem Zeitpunkt durch eine unterirdische mit Dieselloks betriebene Zechenbahn zu den mehrere Kilometer entfernten Förderschächten transportiert und dort aufbereitet.
Das Abbaugebiet der Zeche Beckedorfer Schacht erstreckte sich von der Bundesstraße 65 im Süden bis zur Bahnstrecke Minden-Hannover im Norden sowie zwischen der Straße Kobbensen-Lindhorst im Westen sowie dem heutigen Ortsrand von Beckedorf im Osten.
Obwohl die durch die Zeche Beckedorf ausgebeuteten Kohlenflöze mit 90 cm eine im Vergleich zu anderen deutschen Steinkohlenrevieren große Mächtigkeit besaßen, erschwerten hohe Vorkommen an Methangas – allein im Jahre 1955 wurden in der Zeche über 32 Mio. Kubikmeter Methangas gewonnen – die Förderung massiv und führten immer wieder zu tagelangen Betriebseinstellungen. Am 2. Dezember 1959 kam es in der Zeche zu einer Schlagwetterexplosion, bei der ein Bergmann ums Leben kam und 15 Kumpel verletzt wurden.
Im Jahre 1960 wurde der Betrieb in der Zeche Beckedorfer Schacht zusammen mit den anderen Schaumburger Steinkohlenzechen in Auhagen, Lüdersfeld sowie im Georgschacht in Stadthagen eingestellt und die Schächte in Beckedorf bis zum Jahre 1962 verfüllt. Der Förderturm des Beckedorfer Schachts wurde im Jahre 1970 gesprengt, das Maschinenhaus des Schachts Beckedorf im Jahre 1983 abgebrochen. Die übrigen Gebäude, darunter die ehemalige Waschkaue, werden heute von einem anderen Unternehmen genutzt.
Die Stilllegung des Bergbaus und der Wegfall vieler Arbeitsplätze in der Landwirtschaft konnten durch die Ansiedlung zweier Industrieunternehmen nur mäßig kompensiert werden. Zahlreiche Kumpel fanden Arbeit in den Kalirevieren rund um Hannover sowie in der dortigen Industrie. Beckedorf ist heute zu einem verkehrsgünstig gelegenen Wohnort zwischen Stadthagen und Hannover für Berufs-Pendler geworden.

## Religion

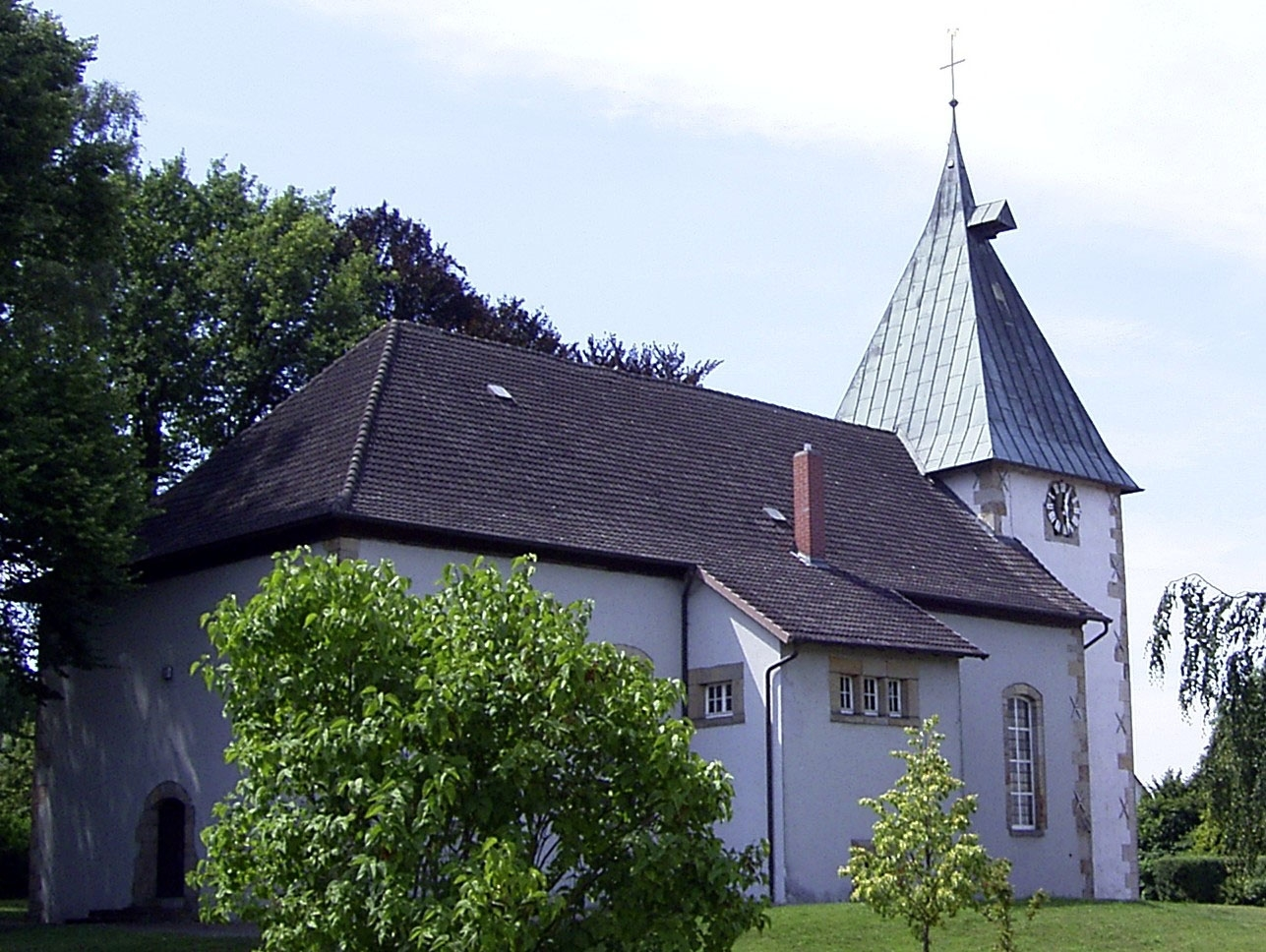
St.-Godehardi-Kirche

- Die evangelisch-lutherischen Christen gehören zur Godehardikirchengemeinde Beckedorf im Kirchenkreis Grafschaft Schaumburg der Evangelisch-lutherischen Landeskirche Hannovers (während Lindhorst entsprechend der historischen Grenzziehung zur Landeskirche Schaumburg-Lippe gehört). Kirche ist die Godehardi-Kirche Beckedorf. Zum Kirchspiel gehören noch die Ortsteile Riepen (Bad Nenndorf) und Ottensen (Lindhorst).
- Die katholischen Gläubigen gehören der St.-Joseph-Kirchengemeinde Stadthagen im Bistum Hildesheim an und nutzen die Filialkirche St. Barbara in Lindhorst.

## Politik

### Gemeinderat
Der Gemeinderat, der Beckedorf vertritt, setzt sich aus elf Mitgliedern zusammen. Die Ratsmitglieder werden durch eine Kommunalwahl für jeweils fünf Jahre gewählt.
Bei der letzten Kommunalwahl 2021 ergab sich folgende Sitzverteilung:
| Gemeinderat 2021Insgesamt 11 Sitze - SPD: 4 - Grüne: 1 - CDU: 6 |

### Bürgermeister
Bürgermeister ist seit dem 27. Juni 2024 Bernd Gerberding (SPD).
Gerberding ist der Nachfolger von Sandra Völkening (CDU).
Das Gemeindebüro befindet sich in der Riepener Straße 4.

### Wappen
Rechts in Silber ein schwarzer Förderturm. Links oben in grün ein silberner Pflug. Unten in rot das silberne Nesselblatt mit drei aufgelegten Nägeln. Die Flagge ist grün-rot belegt mit dem Gemeindewappen.
Es ist ein selbstredendes Wappen.

## Kultur und Sehenswürdigkeiten
- Als Nachfolgebau einer alten Kapelle aus dem Jahr 1394 entstand 1740 der Bau der heutigen Godehardi-Kirche, einer Saalkirche mit einem mittelalterlichen Westturm.[6]
- Auf dem Heisterberg im Bückeberg befand sich das Heisterschlösschen, eine Ringwallanlage mit 65 m Durchmesser aus dem 9. bis 12. Jahrhundert.

### Sport
- Der Beckedorfer Sportverein (BSV) von 1946 hat etwa 570 Mitglieder und betreibt die Sparten Fußball, Tennis, Gymnastik, Boule, Trampolin, Turnen, Tischtennis und Laufen. Entsprechende Sportanlagen mit einem Vereinsheim sind vorhanden.
- Schießsport ist im örtlichen Schützenverein möglich. Schießstände sind im Schützenhaus integriert.

## Wirtschaft und Infrastruktur

### Öffentliche Einrichtungen
- Für die öffentliche Sicherheit und Ordnung ist das Polizeikommissariat Stadthagen zuständig.
- Der Brandschutz und die allgemeine Hilfe wird durch die Freiwillige Feuerwehr Beckedorf gewährleistet.

### Bildung
Im vorschulischen Bereich sind ein Kindergarten und eine Kinderkrippe vorhanden. Die Grundschule Lindhorst unterhielt bis Juni 2014 in Beckedorf eine Außenstelle, die auf Beschluss vom 27. Februar 2014 durch die Samtgemeinde Lindhorst geschlossen wurde. Weiterführende Schulen befinden sich in Lindhorst, Stadthagen, Rodenberg und Bad Nenndorf.

### Verkehr
Die Bundesstraße 65 verläuft direkt durch die Gemeinde. In wenigen Minuten wird an der Anschlussstelle Bad Nenndorf die A 2 erreicht. Der nächstgelegene Bahnhof befindet sich in Lindhorst. Dieser wird stündlich vom S-Bahnverkehr Hannover bedient. Der ÖPNV wird von der Schaumburger Verkehrs-Gesellschaft und der Firma Ruhe-Reisen in Stadthagen sichergestellt.
Die Hauptstraße ist ein Teil der Landesstraße 370, die Richtung Norden über Ottensen und Sachsenhagen zum Steinhuder Meer und bis nach Husum führt.

## Persönlichkeiten
- Johann Friedrich Christoph Busche (1850–1935), Bürgermeister in Beckedorf und Abgeordneter des Kurhessischen Kommunallandtages
- Heinrich Friedrich Busche (1885–1959), Landtagsabgeordneter und Bürgermeister in Beckedorf
- Matthias Lange (* 1963), Radrennfahrer, Olympiateilnehmer, geboren in Bekedorf